# Damien Rice
Damien Rice (Celbridge, 7 de dezembro de 1973) é um cantor, compositor, produtor musical e músico multi-instrumentista irlandês. Ex-integrante da banda Juniper. Embora com poucos álbuns gravados e sem fazer muitos shows por ano, tornou-se mundialmente conhecido com o sucesso "The Blower's Daughter" que integrou a trilha sonora do filme Closer, e com a qual o público brasileiro está familiarizado devido a uma versão em português, intitulada "É isso aí", gravada pelos cantores brasileiros Seu Jorge e Ana Carolina. Além dessa, outras canções de Damien Rice estiveram presentes na trilha sonora de outros filmes e séries para televisão.
O cantor também contribui em causas humanitárias e ambientais, que inspiram várias composições.

## Biografia
Filho de Maureen e George Rice, Damien Rice nasceu em 7 de dezembro de 1973, em Celbridge, no condado de Kildare, no interior Irlanda. Durante a infância, passava longo tempo ao ar livre, em companhia de seu cachorro de estimação e pescando. O contato com a música em casa não era grande, mas seu interesse por música sim. Desde cedo cantava nos coros da escola e seu interesse foi ainda mais aguçado quando conheceu um namorado de sua irmã que tocava guitarra. O violão foi companheiro de Damien durante um longo período de sua adolescência, e ele passava muito tempo tocando em seu quarto. Tanto tempo de treino e dedicação levaram-no ao seu primeiro conjunto musical. Em 1991, quando ainda frequentava a escola secundária no Salesian College, formou junto com alguns colegas a banda Juniper. Além de Rice, que na época utilizava o pseudônimo de Dodi Ma,  a banda era composta inicialmente por Brian Crosby, Paul Noonam e Dominic Phillips. Nesse período faziam apresentações em eventos e bares locais. Com a chegada do guitarrista Dave Geraghty, a banda modificou seu conceito musical. O trabalho do grupo foi crescendo e eles assinaram contrato com a PolyGram, com previsão de gravar 6 álbuns. Damien, porém, não permaneceu com a banda tanto tempo para isso, e saiu logo após o segundo trabalho.  Os outros integrantes continuaram juntos, formando o grupo Bell X1, dando prosseguimento aos planos traçados, enquanto Damien abria outros caminhos para sua música.
| “ | Eu só queria ser livre, e quando assinei com a gravadora não fiquei livre | ” |
|   | — Damien Rice, .                                                          |   |

## A música de Damien Rice
A liberdade de Rice e sua relação com a natureza são características do músico desde sua infância. Ainda menino, por volta dos seis anos, quando saía para pescar no rio próximo à sua casa, Damien observava a natureza, realizava comparações e registrava as alterações que percebia então. Essa preocupação com o ambiente e o modo de vida que acabou assumindo devido ao sucesso crescente, geraram conflitos que ele precisava resolver.
Em março de 1999, Damien Rice deixou tudo para trás mudou-se para a Toscana, na Itália, vivendo de maneira simples e viajando pela Europa tocando e cantando nas ruas e estações de trem, onde conseguia dinheiro para se manter. No ano seguinte, ele voltou para Dublin, com ânimo revigorado e repleto de idéias novas. Juntou-se, então, a um grupo de músicos (Lisa Hannigan, que compartilha os vocais com ele; Vyvienne Long, que toca piano e violoncelo; Shane Fitzsimons no baixo; e Tomo na percussão), e lançou, em meados de 2002, seu primeiro álbum: O".

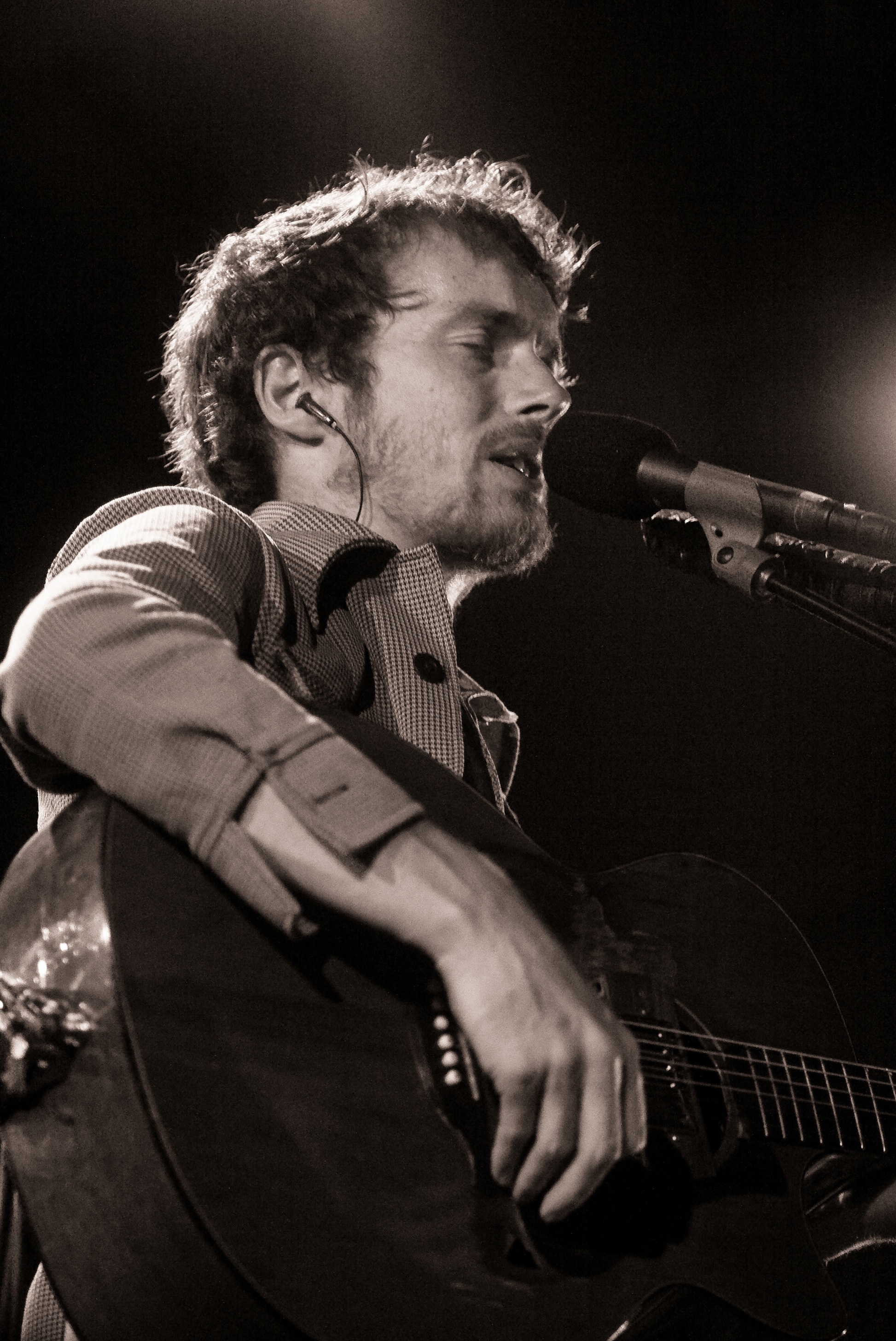
Damien Rice cantando no Villa Arconati, em Milão

O CD foi gravado em um estúdio caseiro, com poucos instrumentos devido ao pequeno orçamento – o que justifica o tom acústico que o disco adquiriu. O cantor admite que esperava que o CD não vendesse mais que mil unidades - o que explica a sua surpresa pelo fato de O ter batido a marca de 2 milhões de álbuns vendidos. Em 2007, Damien Rice e Lisa Hannigan deixaram de trabalhar em conjunto, seguindo cada um o seu caminho profissional. O cantor divulgou uma nota de esclarecimento informando que Lisa não estaria mais presente nos próximos shows, o que foi publicado na imprensa e pode ser encontrado no arquivo do site oficial de Lisa.
Em 2006, Rice lançou seu segundo trabalho, o álbum intitulado 9. O disco, apesar de ter feito menor sucesso que o seu predecessor, ainda conseguiu vender bastante e foi bem recebido pela crítica. O cantor então saiu em turnê pelo mundo.
Depois de anos fazendo shows e colaborações (além de ter tomado um tempo de folga), Damien Rice voltou em 2014 e lançou o álbum My Favourite Faded Fantasy. O disco foi um sucesso de público e crítica.

## Ações sociais
A música na vida de Damien Rice é mais do que fonte de renda e de sucesso. É o instrumento pelo qual ele leva suas idéias aos diferentes lugares por onde passa, um veículo  que permite ação pacífica na defesa de seus ideais.
Ele se engajou na campanha para a libertação de Aung San Suu Kyi em prisão domiciliar em Mianmar. O  músico compôs a música "Unplayed Piano" após uma visita a ela na  Birmânia em 2004. Em comemoração ao 63o. aniversário de Suu Kyi, em 2008, o single gravado por ele e Lisa foi disponibilizado.
Em 2006 fez parte do projeto The Cake Sale, que reunia diversos grupos musicais e artistas solo da Irlanda objetivando angariar fundos para as campanhas "Oxfam" e "Ireland Make Trade Fair". O projeto resultou no lançamento de um álbum homônimo, com a inclusão de "Needles", escrita por Damien e interpretada por Lisa Hannigan.
Tanto quanto com os direitos humanos, Damien se preocupa com causas ambientais. Tocou no Live Earth de 2007. Segundo ele mesmo  disse em entrevista a Stop Global Warning, usa energia eólica em casa, biocombustível nos ônibus e caminhões das turnês sempre que possível, além de reverter renda de músicas e shows para as causas do meio ambiente.
No início do ano de 2009, o músico esteve no Brasil, onde realizou shows em São Paulo e em Florianópolis, sendo esse último show beneficente, com toda a arrecadação revertida para a Associação Saúde Criança Recontar. A Associação foi fundada em 2008 por Bebhinn Ramsay, amiga de adolescência de Damie Rice.

## A música de Damien Rice nocinema
A música "The Blower's Daughter" do álbum "O" foi o tema central da trilha sonora do filme Closer, e foi ouvida em todo o mundo, sendo uma das responsáveis pelo sucesso do CD que vendeu mais de 20.000 cópias apenas no ano de lançamento (2002). Embora seja a música mais famosa do cantor, não foi a única música dele presente em trilhas sonoras. Do mesmo álbum, a canção "Delicate" foi presença no filme Dear Frankie (2004).
Ainda em 2004, a canção "Cannonbal" fez parte da trilha sonora de Em Boa Companhia.
"Cold Water" esteve presente na trilha de I Am David (2003), e também no filme A Passagem (2005). Em 2007, "9 Crimes" foi um dos temas tocados em Shrek Terceiro.

## Discografia

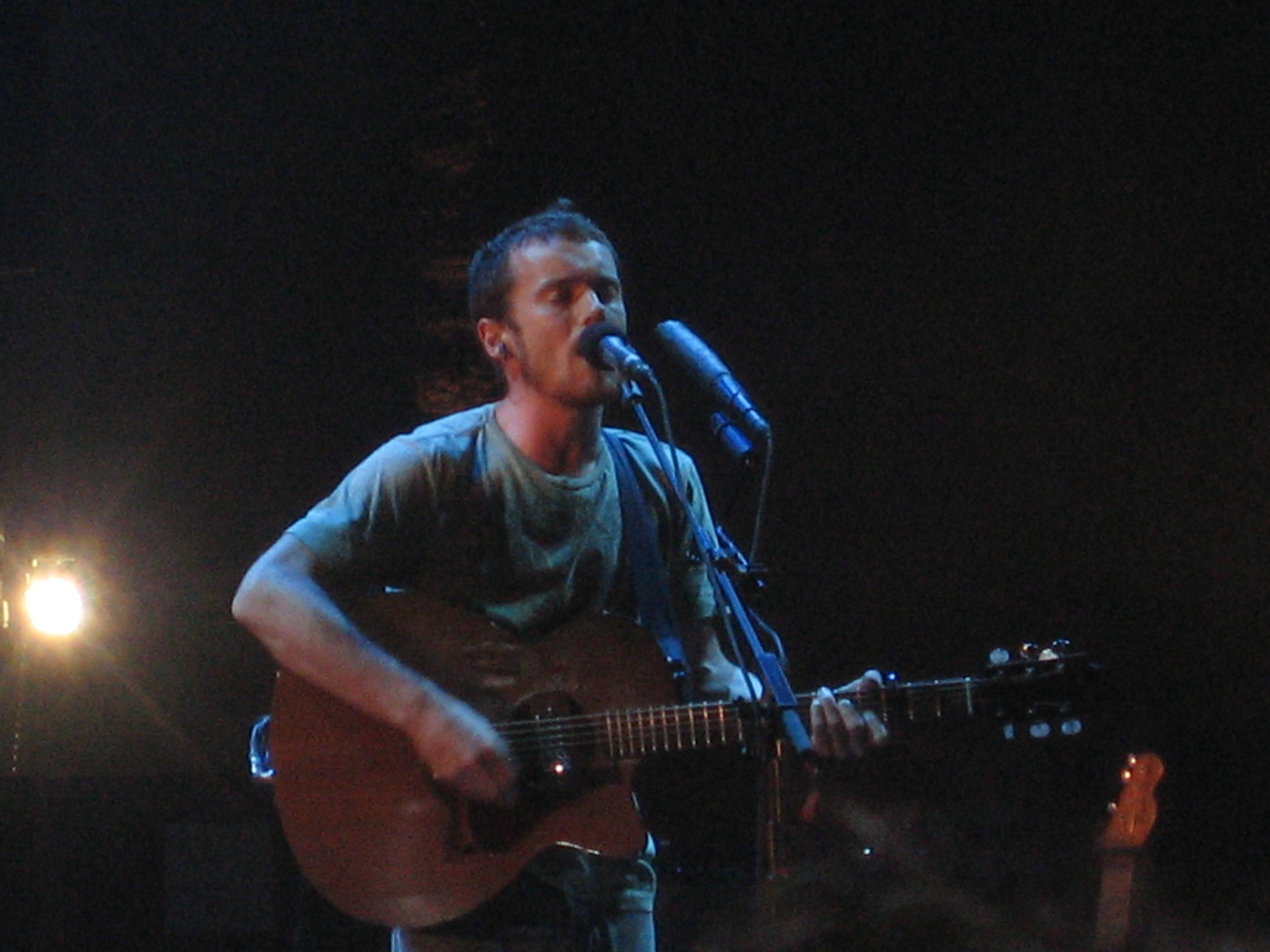
Rice se apresentando no festival Coachella, em 2007.

### Álbum de estúdio
| Ano  | Detalhes                                                                                     | Posição nas paradas | Posição nas paradas | Posição nas paradas | Posição nas paradas | Posição nas paradas | Posição nas paradas | Posição nas paradas | Posição nas paradas | Posição nas paradas | Posição nas paradas | Certificação (Vendas) |
| Ano  | Detalhes                                                                                     | IRL                 | AUS                 | SUI                 | FRA                 | HOL                 | NOR                 | ESP                 | SUE                 | UK                  | EUA                 | Certificação (Vendas) |
| ---- | -------------------------------------------------------------------------------------------- | ------------------- | ------------------- | ------------------- | ------------------- | ------------------- | ------------------- | ------------------- | ------------------- | ------------------- | ------------------- | --------------------- |
| 2002 | O - Lançamento: 1 de fevereiro de 2002 - Gravadora: Vector                                   | 2                   | —                   | —                   | 70                  | —                   | 6                   | 88                  | 36                  | 8                   | 114                 | - EUA: Ouro           |
| 2006 | 9 - Lançamento: 3 de novembro de 2006 - Gravadora: Heffa                                     | 1                   | 33                  | 48                  | 86                  | 20                  | 8                   | 94                  | 24                  | 4                   | 22                  | - UK: Platina         |
| 2014 | My Favourite Faded Fantasy - Lançamento: 3 de novembro de 2014 - Gravadora: Warner Bros./Wea | 1                   | 25                  | 5                   | 48                  | 2                   | 22                  | 26                  | 5                   | 7                   | 15                  | - UK: Prata           |

### Singles
| 2001                                         | "The Blower's Daughter"                   | 38 | —  | —  | —   | O                          |
| 2002                                         | "Cannonball"                              | 21 | —  | —  | 32  | O                          |
| 2002                                         | "Volcano"                                 | 29 | —  | —  | —   | O                          |
| 2003                                         | "Woman Like a Man"                        | —  | —  | —  | —   | não lançadas em CD         |
| 2004                                         | "Moody Mooday/Lonelily" (apenas em vinil) | —  | —  | —  | 143 | não lançadas em CD         |
| 2004                                         | "Lonely Soldier" (com Christy Moore)      | 4  | —  | —  | 142 | não lançadas em CD         |
| 2004                                         | "Cannonball (re-mix)"                     | —  | —  | —  | 19  | O                          |
| 2004                                         | "The Blower's Daughter (re-lançado)"      | —  | —  | —  | 27  | O                          |
| 2005                                         | "Volcano (re-lançado)"                    | —  | 95 | —  | 29  | O                          |
| 2005                                         | "Unplayed Piano" (com Lisa Hannigan)      | 4  | —  | —  | 24  | não lançadas em CD         |
| 2006                                         | "9 Crimes"                                | 14 | 82 | 39 | 29  | 9                          |
| 2007                                         | "Rootless Tree"                           | —  | —  | —  | 50  | 9                          |
| 2007                                         | "Dogs"                                    | —  | —  | 10 | 88  | 9                          |
| 2011                                         | "Cannonball" (relançamento)               | 13 | —  | —  | 9   | O                          |
| 2014                                         | "I Don't Want To Change You"              | 59 | —  | —  | —   | My Favourite Faded Fantasy |
| "—" Não entrou na tabela musical deste país. |                                           |    |    |    |     |                            |

### Com a banda Juniper
- 1994 - The J-Plane (EP)
- 1996 - Manna (EP)
- 1998 - Weatherman (single)
- 1998 - World Is Dead(single)
- 1998 - Natural Born Elvis (compilação - Faixa 4: "I Just Can't Help Believing")

### Ao vivo
- 2007 - Live at Fingerprints Warts & All
- 2008 - Live from the Union Chapel